# PPC-APP
PPC - APP fue un grupo parlamentario (Bancada) del Congreso de la República del Perú fundado en el año 2013 y conformado por cinco congresistas de (PPC), y dos congresistas de APP, (de acuerdo al Registro de Organizaciones Políticas - ROP).

## Fundación
El grupo parlamentario PPC - APP se conformó en a inicios de agosto de 2013 con cinco congresistas pepecistas y otros dos congresistas apepistas  luego que el  Partido Popular Cristiano terminara la vinculación con Alianza por el Gran Cambio y Pedro Pablo Kuczynki.
El rompimiento de la Alianza por el Gran Cambio se produjo por diversas descoordinaciones entre sus integrantes (como la virtual creación de Pedro Pablo Kuczynki de crear su propio partido llamado Peruanos Por el Kambio).

## Integrantes
El grupo parlamentario Acción Popular - Frente Amplio estuvo integrado por 9 congresistas:
| Distrito Electoral | Escaños | Congresistas electos     | Partido |
| ------------------ | ------- | ------------------------ | ------- |
| Arequipa           | 1       | Juan Carlos Eguren       | PPC     |
| La Libertad        | 1       | Richard Acuña            | APP     |
| Lima               | 5       | Javier Bedoya de Vivanco | PPC     |
| Lima               | 5       | Alberto Beingolea        | PPC     |
| Lima               | 5       | Marisol Pérez Tello      | PPC     |
| Lima               | 5       | Luis Galarreta           | PPC     |
| Lima               | 5       | Luis Ibérico Nuñez       | APP     |